# DO Водолея
DO Водолея (лат. DO Aquarii) — одиночная переменная звезда в созвездии Водолея на расстоянии (вычисленном из значения параллакса) приблизительно 17450 световых лет (около 5350 парсеков) от Солнца. Видимая звёздная величина звезды — от +14,6m до +13,5m.

## Характеристики
DO Водолея — жёлто-белая пульсирующая переменная звезда типа RR Лиры (RRAB) спектрального класса F. Эффективная температура — около 6517 К.